# 22. ožujka
22. ožujka (22. 3.) 81. je dan godine po gregorijanskom kalendaru (82. u prijestupnoj godini).
Do kraja godine imaju još 284 dana.

## Događaji
- 1312. – Papa Klement V. ukinuo francuski monaški viteški red Templara, osnovan u Palestini 1118. radi zaštite poklonika Kristova groba.
- 1794. – kongres SAD-a usvojio zakon kojím se američkim brodovima zabranjuje prijevoz crnih robova iz Afrike u Ameriku
- 1917. – SAD prvi priznao privremenu vladu Aleksandra Kerenskog, uspostavljenu nakon Februarske revolucije kojom je svrgnuta monarhija u Rusiji
- 1919. – Letom između Pariza i Bruxellesa jednom tjedno, uspostavljena prva zrakoplovna međunarodna linija u svijetu
- 1945. – Egipat, Irak, Jordan, Libanon i Sirija osnovali u Kairu Arapsku ligu
- 2002. – vrhovni sud Velike Britanije uvažio molbu žene kvadraplegičara i dozvolio da aparati koji je održavaju na životu budu isključeni, čime je po prvi put u Engleskoj neka osoba dobila pravo umrijeti
- 2004. – u raketnom napadu izraelske vojske ubijen duhovni vođa i osnivač radikalnog palestinskog pokreta Hamas šeik Ahmed Jasin, nakon što je izašao iz džamije u Gazi. U tom napadu poginulo je još sedam osoba
- 2016. – teroristički napadi na zračnu luku i metro u Bruxellesu, poginule su najmanje 34 osobe, a ozljeđeno preko 180 ljudi. Odgovornost je preuzela tzv. Islamska država
- 2020. – Snažan potres u Zagrebu je pogodio u 6:24 (SEV) s jednom osobom preminulom. Dio katedrale je morao biti sigurno demoliran.

| - 1599. – Anthonis van Dyck, flamanski slikar († 1641.) - 1723. – Lovrenc Bogović hrvatski pisac iz Gradišća († 1789.) - 1817. – Braxton Bragg, američki vojskovođa († 1876.) - 1868. – Robert Andrews Millikan, američki fizičar († 1953.) - 1885. – Josip Račić, hrvatski slikar († 1908.) - 1907. – Lucia dos Santos, portugalska redovnica († 2005.) - 1920. – Josip Manolić, hrvatski i jugoslavenski političar († 2024.) - 1923. – Marcel Marceau, francuski pantomimičar - 1930. – Stefano Gobbi, talijanski katolički svećenik († 2011.) - 1948. – Andrew Lloyd Webber, britanski skladatelj - 1950. – Goran Bregović, bosanskohercegovački glazbenik i skladatelj - 1952. – Milan Štrljić, hrvatski glumac - 1960. – Bojan Pečar, srbijanski rock glazbenik, basist EKV-a († 1998.) - 1964. – Mats Wilander, švedski tenisač - 1970. – Vlatka Pokos, hrvatska pjevačica i TV voditeljica - 1982. – Michael Janyk, kanadski alpski skijaš - 1995. – Nick Robinson, američki glumac | - 384. – Lea Rimska, rimska plemkinja i mučenica (* ?) - 1832. – Johann Wolfgang von Goethe, njemački književnik (* 1749.) - 1850. – Karl Sigismund Kunth, njemački botaničar, biolog i istraživač (* 1788.) - 1862. – Pavao Kolarić, hrvatski isusovac (* 1837.) - 1988. – Rudolf Matz, hrvatski skladatelj i glazbeni pedagog (* 1901.) - 1998. – Drago Krča, hrvatski glumac (* 1923.) - 1999. – Vojko Kiš, hrvatski pravnik, pijanist i glazbeni pedagog (* 1911.) - 2010. – Stjepan Radić, hrvatski pijanist i političar (* 1928.) |

## Blagdani i spomendani
- Svjetski dan voda
- Lea Rimska
- Oktavijan Kartaški

## Imendani
- Oktavijan
- Jaroslav
- Lea
- Leonarda